# Heineken Open 2005
Heineken Open 2005 — тенісний турнір, що проходив на кортах з твердим покриттям у місті Окленд (Нова Зеландія), Нова Зеландія з 10 січня . Належав до категорії ATP International Series, був турніром серії ATP Auckland Open 2005 року.

## Фінальна частина

### Одиночний розряд
Фернандо Гонсалес —  Олів'є Рохус 6–4, 6–2

### Парний розряд
Їв Аллегро /  Міхаель Кольманн —  Сімон Аспелін /  Тодд Перрі 6–4, 7–6(7–4)